# Grand Prix Itálie 2007
Grand Prix Itálie ( LXXVIII Gran Premio d'Italia ) byla 13. závodem sezóny 2007, který se konal 9. září 2007 na okruhu Autodromo Nazionale Monza. V závodě zvítězil, poprvé na této trati, Fernando Alonso na voze McLaren. Lewis Hamilton druhým místem zajistil pro McLaren 44. double v historii a čtvrté v sezóně.

## Výsledky
- 9. září 2007
- Okruh Autodromo Nazionale Monza
- 53 kol x 5.793 km = 306.720 km
- 781. Grand Prix
- 19. vítězství Fernanda Alonsa
- 155. vítězství pro McLaren
- 19. vítězství pro Španělsko
- 146. vítězství pro vůz se startovním číslem 1

| Pozice | Jezdec               | Vůz              | Čas         |
| ------ | -------------------- | ---------------- | ----------- |
| 1      | Fernando Alonso      | McLaren MP4/22   | 1h18:37,806 |
| 2      | Lewis Hamilton       | McLaren MP4/22   | á 0:06,062  |
| 3      | Kimi Räikkönen       | Ferrari F2007    | á 0:27,325  |
| 4      | Nick Heidfeld        | BMW Sauber F1.07 | á 0:56,562  |
| 5      | Robert Kubica        | BMW Sauber F1.07 | á 1:00,558  |
| 6      | Nico Rosberg         | Williams FW29    | á 1:05,810  |
| 7      | Heikki Kovalainen    | Renault R27      | á 1:06,751  |
| 8      | Jenson Button        | Honda RA107      | á 1:12,168  |
| 9      | Mark Webber          | Red Bull RB3     | á 1:15,879  |
| 10     | Rubens Barrichello   | Honda RA107      | á 1:16,958  |
| 11     | Jarno Trulli         | Toyota TF107     | á 1:17,736  |
| 12     | Giancarlo Fisichella | Renault R27      | á 1 kolo    |
| 13     | Alexander Wurz       | Williams FW29    | á 1 kolo    |
| 14     | Anthony Davidson     | Super Aguri SA07 | á 1 kolo    |
| 15     | Ralf Schumacher      | Toyota TF107     | á 1 kolo    |
| 16     | Takuma Sató          | Super Aguri SA07 | á 1 kolo    |
| 17     | Vitantonio Liuzzi    | Toro Rosso STR2  | á 1 kolo    |
| 18     | Sebastian Vettel     | Toro Rosso STR2  | á 1 kolo    |
| 19     | Adrian Sutil         | Spyker F8-VII    | á 1 kolo    |
| 20     | Sakon Jamamoto       | Spyker F8-VII    | á 1 kolo    |
| Kolo   | Odstoupili           | -                | -           |
| 10     | Felipe Massa         | Ferrari F2007    | Tlumič      |
| 1      | David Coulthard      | Red Bull RB3     | Nehoda      |

### Nejrychlejší kolo
Fernando Alonso - McLaren MP4/22- 1:22.871
- 11. nejrychlejší kolo Fernanda Alonsa
- 133. nejrychlejší kolo pro McLaren
- 12. nejrychlejší kolo pro Španělsko
- 119. nejrychlejší kolo pro vůz se startovním číslem 1

### Vedení v závodě
| Kola           | km         | Jezdec          | %   |
| 1. – 20. kolo  | 115,86 km  | Fernando Alonso | 38% |
| 21. – 25. kolo | 28,965 km  | Kimi Räikkönen  | 9%  |
| 26. – 53. kolo | 162,204 km | Fernando Alonso | 53% |
| -------------- | ---------- | --------------- | --- |

| Alonso | K | Alonso |
| ------ | - | ------ |

### Postavení na startu
Fernando Alonso - McLaren MP4/22- 1'21.997
- 17. Pole position Fernanda Alonsa
- 131. Pole position pro McLaren
- 17. Pole position pro Španělsko
- 130. Pole position pro vůz se startovním číslem 1

- Žlutě rozhodující čas pro postavení na startu.
- Červeně penalizace za výměnu motoru po kvalifikaci

| *  | *                                     | *  | *                                     | Kvalifikace III.                   | Kvalifikace II.                       | Kvalifikace I.                        |
| -- | ------------------------------------- | -- | ------------------------------------- | ---------------------------------- | ------------------------------------- | ------------------------------------- |
| 1  | Fernando Alonso McLaren 1'21.997      |    |                                       | Fernando Alonso McLaren 1'21.997   | Fernando Alonso McLaren 1'21.356      | Fernando Alonso McLaren 1'21.718      |
|    |                                       | 2  | Lewis Hamilton McLaren 1'22.034       | Lewis Hamilton McLaren 1'22.034    | Lewis Hamilton McLaren 1'21.746       | Lewis Hamilton McLaren 1'21.956       |
| 3  | Felipe Massa Ferrari 1'22.034         |    |                                       | Felipe Massa Ferrari 1'22.034      | Felipe Massa Ferrari 1'21.993         | Felipe Massa Ferrari 1'22.309         |
|    |                                       | 4  | Nick Heidfeld BMW 1'23.174            | Nick Heidfeld BMW 1'23.174         | Kimi Räikkönen Ferrari 1'22.369       | Kimi Räikkönen Ferrari 1'22.673       |
| 5  | Kimi Räikkönen Ferrari 1'23.183       |    |                                       | Kimi Räikkönen Ferrari 1'23.183    | Robert Kubica BMW 1'22.400            | Robert Kubica BMW 1'23.088            |
|    |                                       | 6  | Robert Kubica BMW 1'23.446            | Robert Kubica BMW 1'23.446         | Nick Heidfeld BMW 1'22.466            | Nick Heidfeld BMW 1'23.107            |
| 7  | Heikki Kovalainen Renault 1'24.102    |    |                                       | Heikki Kovalainen Renault 1'24.102 | Nico Rosberg Williams 1'22.748        | Nico Rosberg Williams 1'23.333        |
|    |                                       | 8  | Nico Rosberg Williams 1'24.382        | Nico Rosberg Williams 1'24.382     | Jenson Button Honda 1'23.021          | Rubens Barrichello Honda 1'23.474     |
| 9  | Jarno Trulli Toyota 1'24.555          |    |                                       | Jarno Trulli Toyota 1'24.555       | Jarno Trulli Toyota 1'23.107          | Heikki Kovalainen Renault 1'23.505    |
|    |                                       | 10 | Jenson Button Honda 1'25.165          | Jenson Button Honda 1'25.165       | Heikki Kovalainen Renault 1'23.134    | Giancarlo Fisichella Renault 1'23.559 |
| 11 | Mark Webber Red Bull 1'23.166         |    |                                       |                                    | Mark Webber Red Bull 1'23.166         | Mark Webber Red Bull 1'23.575         |
|    |                                       | 12 | Rubens Barrichello Honda 1'23.176     |                                    | Rubens Barrichello Honda 1'23.176     | Sebastian Vettel Toro Rosso 1'23.578  |
| 13 | Alexander Wurz Williams 1'23.209      |    |                                       |                                    | Alexander Wurz Williams 1'23.209      | Jenson Button Honda 1'23.639          |
|    |                                       | 14 | Anthony Davidson Super Aguri 1'23.274 |                                    | Anthony Davidson Super Aguri 1'23.274 | Anthony Davidson Super Aguri 1'23.646 |
| 15 | Giancarlo Fisichella Renault 1'23.325 |    |                                       |                                    | Giancarlo Fisichella Renault 1'23.325 | Jarno Trulli Toyota 1'23.724          |
|    |                                       | 16 | Sebastian Vettel Toro Rosso 1'23.351  |                                    | Sebastian Vettel Toro Rosso 1'23.351  | Alexander Wurz Williams 1'23.739      |
| 17 | Takuma Sató Super Aguri 1'23.749      |    |                                       |                                    |                                       | Takuma Sató Super Aguri 1'23.749      |
|    |                                       | 18 | Ralf Schumacher Toyota 1'23.787       |                                    |                                       | Ralf Schumacher Toyota 1'23.787       |
| 19 | Vitantonio Liuzzi Toro Rosso 1'23.886 |    |                                       |                                    |                                       | Vitantonio Liuzzi Toro Rosso 1'23.886 |
|    |                                       | 20 | David Coulthard Red Bull 1'24.019     |                                    |                                       | David Coulthard Red Bull 1'24.019     |
| 21 | Adrian Sutil Spyker 1'24.699          |    |                                       |                                    |                                       | Adrian Sutil Spyker 1'24.699          |
|    |                                       | 22 | Sakon Yamamoto Spyker 1'25.084        |                                    |                                       | Sakon Yamamoto Spyker 1'25.084        |

### Sobotní tréninky
| 1  | Fernando Alonso McLaren 1:22.054      | 2  | Lewis Hamilton McLaren 1:22.200       |
| 3  | Felipe Massa Ferrari 1:22.615         | 4  | Nick Heidfeld BMW 1:22.855            |
| 5  | Robert Kubica BMW 1:23.287            | 6  | Nico Rosberg Williams 1:23.454        |
| 7  | Alexander Wurz Williams 1:23.596      | 8  | Jarno Trulli Toyota 1:23.672          |
| 9  | Heikki Kovalainen Renault 1:23.672    | 10 | Mark Webber Red Bull 1:23.708         |
| 11 | Jenson Button Honda 1:23.803          | 12 | Rubens Barrichello Honda 1:23.830     |
| 13 | Sebastian Vettel Toro Rosso 1:23.853  | 14 | Giancarlo Fisichella Renault 1:23.877 |
| 15 | Anthony Davidson Super Aguri 1:23.942 | 16 | Takuma Sató Super Aguri 1:24.022      |
| 17 | David Coulthard Red Bull 1:24.055     | 18 | Ralf Schumacher Toyota 1:24.167       |
| 19 | Vitantonio Liuzzi Toro Rosso 1:24.208 | 20 | Kimi Räikkönen Ferrari 1:24.442       |
| 21 | Sakon Jamamoto Spyker 1:24.736        | 22 | Adrian Sutil Spyker 1:24.943          |

### Páteční tréninky
| *  | I. Trénink                            | *  | II. Trénink                           |
| -- | ------------------------------------- | -- | ------------------------------------- |
| 1  | Kimi Räikkönen Ferrari 1:22.446       | 1  | Fernando Alonso McLaren 1:22.386      |
| 2  | Felipe Massa Ferrari 1:22.590         | 2  | Lewis Hamilton McLaren 1:23.209       |
| 3  | Lewis Hamilton McLaren 1:22.618       | 3  | Giancarlo Fisichella Renault 1:23.584 |
| 4  | Fernando Alonso McLaren 1:22.840      | 4  | Robert Kubica BMW 1:23.599            |
| 5  | Nico Rosberg Williams 1:23.472        | 5  | Nico Rosberg Williams 1:23.679        |
| 6  | Jenson Button Honda 1:23.668          | 6  | Felipe Massa Ferrari 1:23.722         |
| 7  | Giancarlo Fisichella Renault 1:23.671 | 7  | Nick Heidfeld BMW 1:23.821            |
| 8  | Robert Kubica BMW 1:23.703            | 8  | Kimi Räikkönen Ferrari 1:23.833       |
| 9  | Nick Heidfeld BMW 1:23.886            | 9  | Heikki Kovalainen Renault 1:23.848    |
| 10 | Jarno Trulli Toyota 1:23.965          | 10 | Alexander Wurz Williams 1:23.881      |
| 11 | Heikki Kovalainen Renault 1:24.076    | 11 | Jarno Trulli Toyota 1:23.919          |
| 12 | Rubens Barrichello Honda 1:24.564     | 12 | Ralf Schumacher Toyota 1:23.922       |
| 13 | Takuma Sató Super Aguri 1:24.587      | 13 | Jenson Button Honda 1:24.137          |
| 14 | Mark Webber Red Bull 1:24.595         | 14 | Mark Webber Red Bull 1:24.328         |
| 15 | Ralf Schumacher Toyota 1:24.660       | 15 | Rubens Barrichello Honda 1:24.462     |
| 16 | Alexander Wurz Williams 1:24.689      | 16 | David Coulthard Red Bull 1:24.605     |
| 17 | Anthony Davidson Super Aguri 1:24.694 | 17 | Takuma Sató Super Aguri 1:25.328      |
| 18 | David Coulthard Red Bull 1:24.810     | 18 | Sebastian Vettel Toro Rosso 1:25.459  |
| 19 | Adrian Sutil Spyker 1:25.130          | 19 | Adrian Sutil Spyker 1:25.531          |
| 20 | Sebastian Vettel Toro Rosso 1:25.439  | 20 | Vitantonio Liuzzi Toro Rosso 1:25.567 |
| 21 | Sakon Jamamoto Spyker 1:25.448        | 21 | Sakon Jamamoto Spyker 1:25.863        |
| 22 | Vitantonio Liuzzi Toro Rosso 1:25.762 | 22 | Anthony Davidson Super Aguri 1:26.021 |

### Zajímavosti
- 3 Hat trick Fernanda Alonsa
- 44 double pro McLaren
- Představena B specifikace vozu Spyker F8-VIIB

| Pole position   | Vítězství       | Nej. kolo       |
| Španělsko       | Španělsko       | Španělsko       |
| Fernando Alonso | Fernando Alonso | Fernando Alonso |
| McLaren MP4/22  | McLaren MP4/22  | McLaren MP4/22  |
| 1'21.997        | 1:18'37.806     | 1'22.871        |
| 254.336 km/h    | 234.048 km/h    | 251.654 km/h    |
| --------------- | --------------- | --------------- |

### Stav MS
| *  | Jezdec               | Body |
| -- | -------------------- | ---- |
| 1  | Lewis Hamilton       | 92   |
| 2  | Fernando Alonso      | 89   |
| 3  | Kimi Räikkönen       | 74   |
| 4  | Felipe Massa         | 69   |
| 5  | Nick Heidfeld        | 52   |
| 6  | Robert Kubica        | 33   |
| 7  | Heikki Kovalainen    | 21   |
| 8  | Giancarlo Fisichella | 17   |
| 9  | Alexander Wurz       | 13   |
| 10 | Nico Rosberg         | 12   |
| 11 | David Coulthard      | 8    |
| 12 | Mark Webber          | 8    |
| 13 | Jarno Trulli         | 7    |
| 14 | Ralf Schumacher      | 5    |
| 15 | Takuma Sató          | 4    |
| 16 | Jenson Button        | 2    |
| 17 | Sebastian Vettel     | 1    |

| * | Vůz         | Body |
| - | ----------- | ---- |
| 1 | McLaren     | 166  |
| 2 | Ferrari     | 143  |
| 3 | BMW         | 86   |
| 4 | Renault     | 38   |
| 5 | Williams    | 25   |
| 6 | Red Bull    | 16   |
| 7 | Toyota      | 12   |
| 8 | Super Aguri | 4    |
| 9 | Honda       | 2    |

| *  | Stát           | Body |
| -- | -------------- | ---- |
| 1  | Velká Británie | 102  |
| 2  | Finsko         | 95   |
| 3  | Španělsko      | 89   |
| 4  | Německo        | 70   |
| 5  | Brazílie       | 69   |
| 6  | Polsko         | 33   |
| 7  | Itálie         | 24   |
| 8  | Rakousko       | 13   |
| 9  | Austrálie      | 8    |
| 10 | Japonsko       | 4    |